# Erwin Javor
Erwin Javor (* 11. Juni 1947 in Budapest) ist ein österreichischer Unternehmer und Publizist. Er war Eigentümer des Unternehmens Frankstahl und gründete die Magazine Nu und Mena-Watch.

## Leben
Erwin Javors Eltern, deren frühere Ehepartner im Holocaust ermordet worden waren, lernten sich nach dem Krieg in Budapest kennen und emigrierten 1950 nach Wien mit der Absicht, in die USA weiterzureisen. Javors 14-jährige Halbschwester, die in einer zionistischen Bewegung aktiv war, beging Suizid, da sie dort nicht leben wollte. Die Eltern bauten am Rudolfsplatz im 1. Bezirk einen Stoffhandel auf. Als 22-Jähriger kaufte Javor, der ein Studium von Soziologie und Jus aufgenommen hatte, die Firma Dipl.-Ing. Béla Frank von der Witwe des Unternehmers und baute sie zum internationalen Stahlhandelskonzern Frankstahl um, den er inzwischen an seinen Sohn Marcel Javor zur Leitung und später zur Gänze übertragen hat.
Javor war lange Jahre Kolumnist und Herausgeber des 2000 gegründeten jüdischen Kulturmagazins Nu und ist Gastautor verschiedener Zeitschriften. Er ist seit 2011 Gründer und Herausgeber der Website Mena-Watch, die zu Israel und dem Nahostkonflikt publiziert. In Herzlia gründete er das Markus und Rose Javor Community Center.
Er lebt in Wien und Tel Aviv, hat drei Kinder und ist in zweiter Ehe mit der Sängerin und Schauspielerin Anita Ammersfeld verheiratet.

## Bücher
- als Herausgeber: Von Generation zu Generation. Die neue Haggada von Arik Brauer. (Teilweise in hebräischer Schrift; Beiträge teilw. deutsch, teilw. hebräisch.) Jüdisches Museum, Wien 2014, ISBN 978-3-901398-72-8.
- Ich bin ein Zebra. Eine jüdische Odyssee. Amalthea Signum, Wien 2017, ISBN 978-3-99050-092-7.[1][5]
- als Herausgeber mit Stefan Kaltenbrunner: Israel. Was geht mich das an? edition mena-watch. Thespis GmbH, Wien 2022, ISBN 978-3-9505300-0-1. (Mit Beiträgen von Harry Bergmann, Wolf Biermann, Jaron Engelmayer, Mirna Funk, Peter Huemer, Charles Lewinsky, Ahmad Mansour, Doron Rabinovici, Julya Rabinowich, Esther Shapira, Robert Schindel, Ben Segenreich, Yehoshua Sobol, Danielle Spera, Christian Ultsch.)